# Ressèc de Tredòs
El Ressèc de Tredòs és una obra de Naut Aran (Vall d'Aran) protegida com a Bé Cultural d'Interès Local.

## Descripció
Edifici de planta rectangular, ben allargada, disposat en el sentit sud-nord. Es conserva el basament amb murs ben sòlids formats per pedres de grans dimensions. A orient s'obre una gran obertura on se situaria el mecanisme de fusta que connectava amb el rodet i transmetia la força per la serra. La part superior de fusta, com és habitual a aquests edificis, i la teulada que la cobria a dues aigües, es troben totalment ensorrades en el seu interior. A l'interior es pot veure's una llarga canaleta de fusta.

## Història
Anomenat per Zamora en 1789, que també parla d'un molí i batan que fan servir l'aigua del riu Aiguamòg, la serradora va funcionar fins als anys seixanta.